# 道の駅三滝堂
道の駅三滝堂（みちのえきみたきどう）は、宮城県登米市にある国道45号、三陸沿岸道路の道の駅である。
三陸沿岸道路の三滝堂インターチェンジに隣接して建設され、国道398号からの利用も可能となっている。
2017年（平成29年）4月1日オープンした。

## 施設
- 駐車場
  - 普通車：42台
  - 大型車：37台
  - 身障者用：2台
- トイレ: 45器
- 物産販売所（9:00 - 19:00）
- レストラン（10:00 - 17:00）

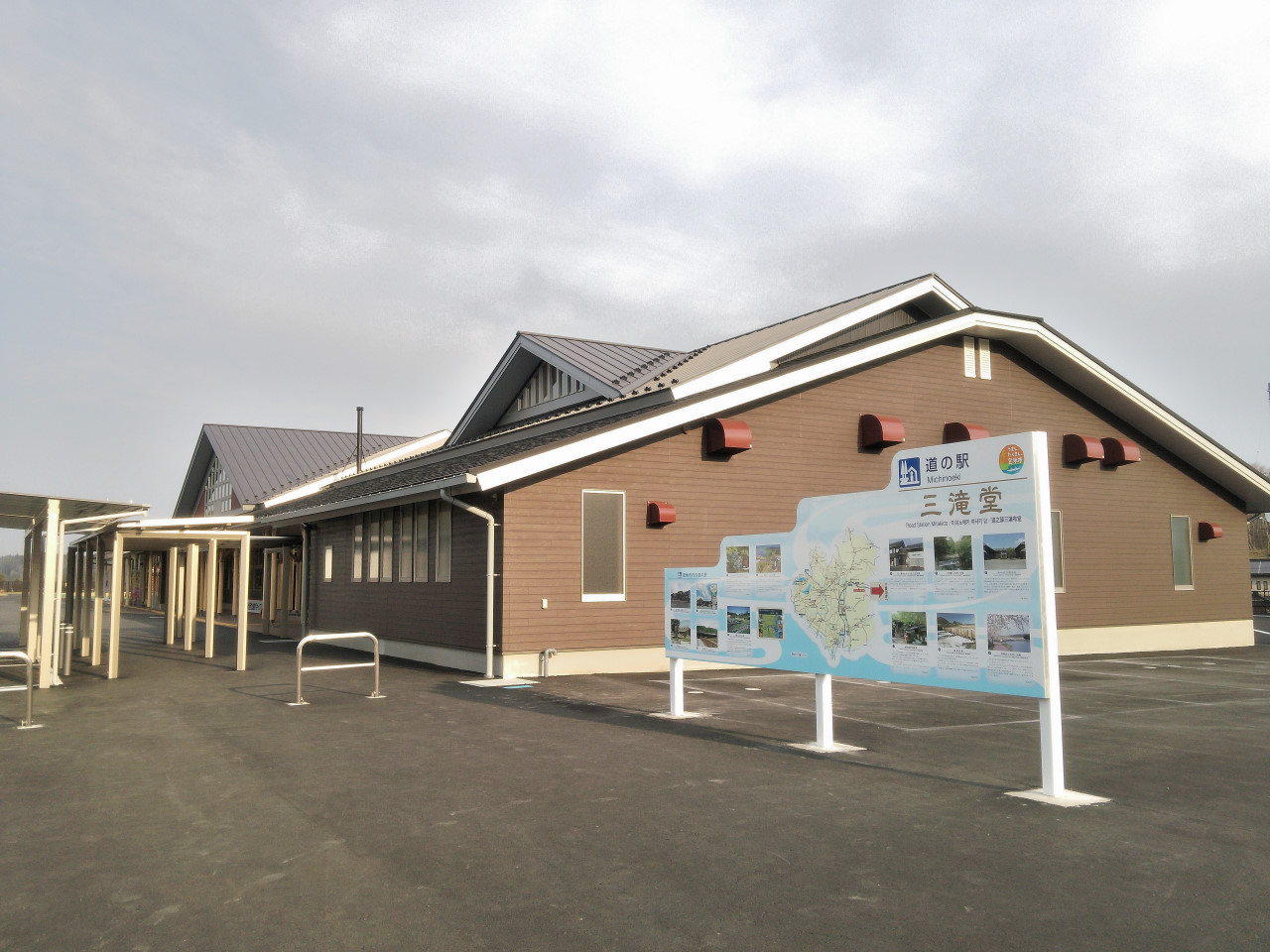
道路情報提供施設、トイレ棟側から撮影（2017年4月）

- コンビニエンスストア（ファミリーマート、24時間[4]）
- ドッグラン
- 道路情報提供施設
- 多目的広場
- 緑地帯
- RVパーク（電源付き車中泊対応スペース）6台 ※有料・予約制[2]

### 管理団体
- みやぎ東和開発公社[5]

## アクセス
- 国道45号（三陸縦貫自動車道） - 登録路線
- E45 三陸沿岸道路 三滝堂IC
- 国道398号

## 周辺
- 三滝堂ふれあい公園